# Helmut Manzenreiter

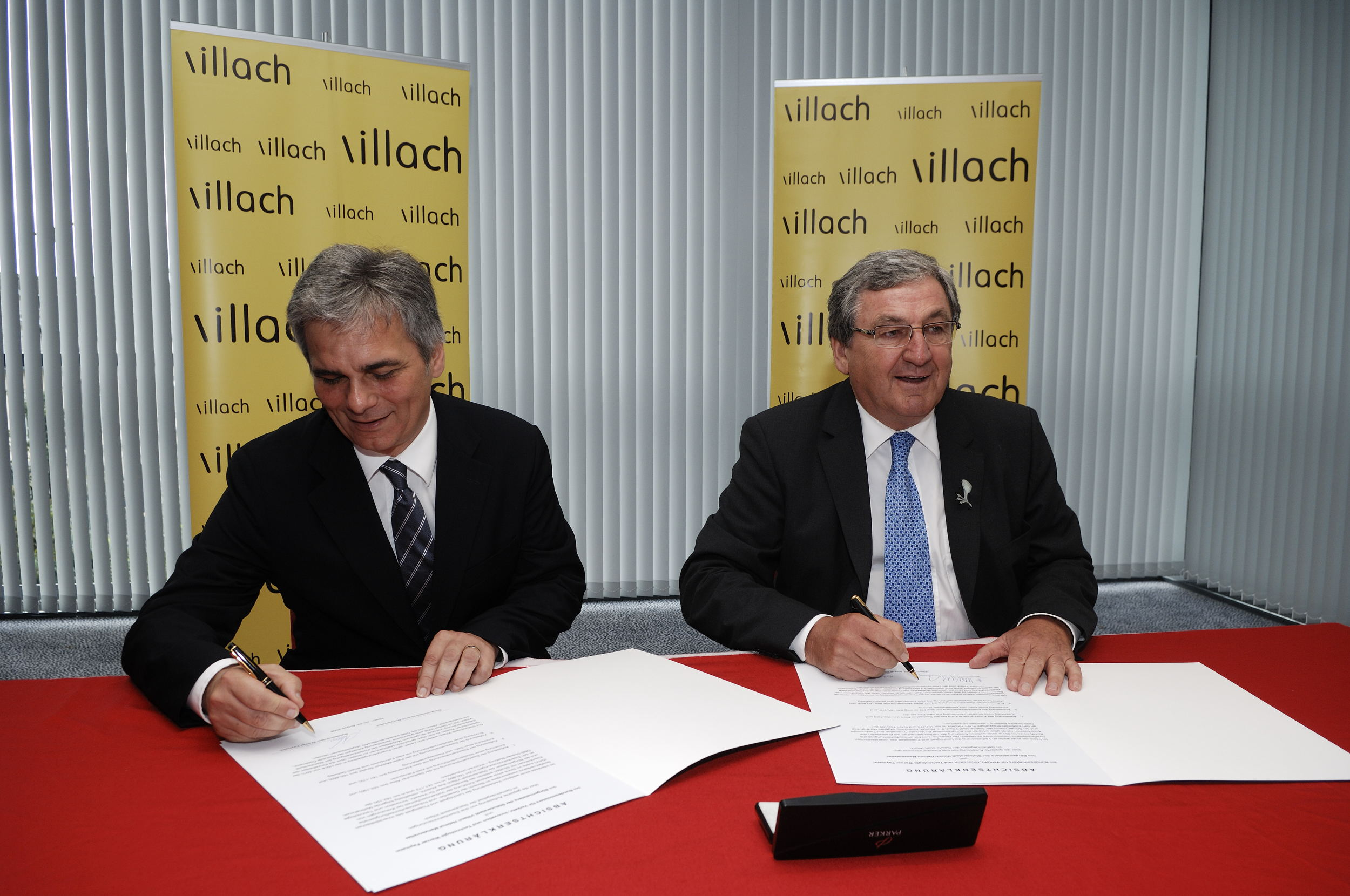
Werner Faymann (links) und Helmut Manzenreiter (rechts)

Helmut Manzenreiter (* 10. Juli 1946 in Knittelfeld, Steiermark) war von 1987 bis 2015 Bürgermeister der Stadt Villach.

## Leben
1967 übersiedelte Manzenreiter als Angestellter der ÖBB in die „Eisenbahnerstadt“ Villach.
Helmut Manzenreiter ist seit 1963 Mitglied der Sozialdemokratischen Partei Österreichs (SPÖ). Von 1972 bis 1974 war er Bezirksvorsitzender der Sozialistischen Jugend und von 1974 bis 1984 auch stellvertretender Landesvorsitzender. In dieser Zeit übernahm er auch Funktionen als Ortsgruppenobmann der Gewerkschaft der Eisenbahner und als Personalvertretungsobmann der ÖBB für den Bereich Zugförderungsleitung. 1979 wurde Helmut Manzenreiter in den Gemeinderat der Stadt Villach gewählt und 1984 zum Stadtrat für Finanzen und Umweltschutz ernannt. 1987 übernahm er das Bürgermeisteramt. 1991 erfolgte die erste Wiederwahl zum Bürgermeister. Helmut Manzenreiter war damit der erste vom Volk direkt gewählte Bürgermeister in Villach. Er wurde bei den Bürgermeisterwahlen 1997, 2003 und 2009 erneut wiedergewählt. Mit der Wiederwahl 2009 übertraf er den genau 100 Jahre zuvor aus dem Amt geschiedenen Friedrich Scholz als längstdienender Bürgermeister. 2012 wurde er anlässlich seines 25-jährigen Amtsjubiläums zum Ehrenbürger der Stadt ernannt.
Am 23. April 1999 wurde Manzenreiter zum Kärntner SPÖ-Landesvorsitzenden und Nachfolger von Michael Ausserwinkler gewählt. Bundeskanzler Viktor Klima war maßgeblich an seiner Installierung zum Landesparteivorsitzenden beteiligt. Auf Grund großer Widerstände gegen seine interne Reform- und Personalpolitik, trat Manzenreiter am 12. November 1999 von diesem Amt zurück. Im Jahr 2010 kandidierte Helmut Manzenreiter erneut um den Landesvorsitz der SPÖ Kärnten, zog aber wenige Tage vor dem Parteitag seine Kandidatur zurück und unterstützte Herwig Seiser, welcher auch zum SPÖ Bezirksparteitag eingeladen wurde, als Kandidaten für den Landesvorsitzenden. Am 12. Juni 2014 gab er bekannt, dass er bei den Gemeinderatswahlen am 1. März 2015 nicht mehr kandidieren werde. Sein Nachfolger wurde sein Parteikollege Günther Albel.
Helmut Manzenreiter hat einen Sohn.
2017 wurde er Honorarkonsul von Aserbaidschan für Kärnten und die Steiermark.